# 中村美那
中村 美那（なかむら みな、2001年1月16日 - ）は、神奈川県出身の女子競輪選手。日本競輪選手会神奈川支部所属、ホームバンクは川崎競輪場。日本競輪選手養成所第118期生。師匠は東龍之介（96期）。

## 経歴
中学、高校時代はバドミントン部に所属し、並行して高校1年から柔道にも打ち込んでいた。幼いころからプロスポーツ選手への憧れがあり、また父親が競輪選手を目指していたものの事故で断念したこともあって、自身は競輪選手を目指したという。
2019年1月17日、競輪学校第118回適性試験に合格。在校競走成績は18位（2勝）。
2020年5月15日、広島競輪場でデビューし6着。初勝利は同年11月9日の高松競輪場で挙げた。
2023年6月6日、宇都宮FII（ミッドナイト）で初優勝。